# Hellersberg (Ziemetshausen)
Hellersberg ist ein Kirchdorf und Ortsteil des Marktes Ziemetshausen im schwäbischen Landkreis Günzburg. 